# Swing Both Ways Live
Swing Both Ways Live – dziesiąta trasa koncertowa Robbie’ego Williamsa; w jej trakcie odbyło się pięćdziesiąt koncertów.

## Program koncertów
Nie na wszystkich koncertach setlista była taka sama. Poniższa setlista pochodzi z koncertu na Papp Laszlo Budapest Sportaréna.
1. "Shine My Shoes"
2. "Puttin' On the Ritz"
3. "Ain't That a Kick in the Head?"
4. "Minnie the Mootcher"
5. "Swing Supreme"
6. "No One Likes a Fat Pop Star"
7. "That's Amore"
8. "Mr. Bojangles"
9. "I Wan'na Be Like You"
10. "High Hopes" (cover Franka Sinatry)
11. "Swing Both Ways"
12. "Soda Pop"
13. "Fever"
14. "If I Only Had a Brain"
15. "Go Gentle"
16. "Do Nothing till You Hear From Me"
17. "New York, New York"
18. "Angels"
19. "Sensational"

## Lista koncertów
1. 25 kwietnia 2014 – Budapeszt, Węgry – Papp László Budapest Sportaréna
2. 26 kwietnia 2014 – Praga, Czechy – O2 Arena
3. 28 kwietnia 2014 – Wiedeń, Austria – Wiener Stadthalle
4. 29 kwietnia 2014 – Wiedeń, Austria – Wiener Stadthalle
5. 1 maja 2014 – Turyn, Włochy – Torino Palasport Olimpico
6. 3 maja 2014 – Ischgl, Austria – Silvrettaseilbahn AG
7. 4 maja 2014 – Amsterdam, Holandia – Ziggo Dome
8. 5 maja 2014 – Amsterdam, Holandia – Ziggo Dome
9. 7 maja 2014 – Düsseldorf, Niemcy – ISS Dome
10. 8 maja 2014 – Düsseldorf, Niemcy – ISS Dome
11. 10 maja 2014 – Herning, Dania – Jyske Bank Boxen
12. 11 maja 2014 – Herning, Dania – Jyske Bank Boxen
13. 13 maja 2014 – Fornebu, Norwegia – Telenor Arena
14. 15 maja 2014 – Sztokholm, Szwecja – Ericsson Globe
15. 18 maja 2014 – Helsinki, Finlandia – Hartwall Arena
16. 19 maja 2014 – Helsinki, Finlandia – Hartwall Arena
17. 21 maja 2014 – Hamburg, Niemcy – O2 World Hamburg
18. 22 maja 2014 – Hamburg, Niemcy – O2 World Hamburg
19. 25 maja 2014 – Lizbona, Portugalia – Parque de Bela Vista (Rock in Rio Lisboa)
20. 28 maja 2014 – Berlin, Niemcy – O2 World
21. 29 maja 2014 – Berlin, Niemcy – O2 World
22. 31 maja 2014 – Monte Carlo, Monako – Salle des Étoiles
23. 2 czerwca 2014 – Zurych, Szwajcaria – Hallenstadion
24. 3 czerwca 2014 – Zurych, Szwajcaria – Hallenstadion
25. 13 czerwca 2014 – Belfast, Irlandia Północna – Odyssey Arena
26. 14 czerwca 2014 – Belfast, Irlandia Północna – Odyssey Arena
27. 16 czerwca 2014 – Leeds, Anglia – First Direct Arena
28. 17 czerwca 2014 – Leeds, Anglia – First Direct Arena
29. 22 czerwca 2014 – Newcastle, Anglia – Metro Radio Arena
30. 23 czerwca 2014 – Newcastle, Anglia – Metro Radio Arena
31. 26 czerwca 2014 – Glasgow, Szkocja – SSE Hydro
32. 27 czerwca 2014 – Glasgow, Szkocja – SSE Hydro
33. 29 czerwca 2014 – Manchester, Anglia – Phones 4u Arena
34. 30 czerwca 2014 – Manchester, Anglia – Phones 4u Arena
35. 2 lipca 2014 – Manchester, Anglia – Phones 4u Arena
36. 5 lipca 2014 – Birmingham, Anglia – LG Arena
37. 6 lipca 2014 – Birmingham, Anglia – LG Arena
38. 8 lipca 2014 – Londyn, Anglia – The O2
39. 9 lipca 2014 – Londyn, Anglia – The O2
40. 11 lipca 2014 – Londyn, Anglia – The O2
41. 12 lipca 2014 – Londyn, Anglia – The O2
42. 11 września 2014 – Perth, Australia – Perth Arena
43. 12 września 2014 – Perth, Australia – Perth Arena
44. 16 września 2014 – Melbourne, Australia – Rod Laver Arena
45. 17 września 2014 – Melbourne, Australia – Rod Laver Arena
46. 20 września 2014 – Marina Bay, Singapur – Marina Bay Street Circuit
47. 22 września 2014 – Brisbane, Australia – Brisbane Entertainment Centre
48. 23 września 2014 – Brisbane, Australia – Brisbane Entertainment Centre
49. 27 września 2014 – Sydney, Australia – Allphones Arena
50. 28 września 2014 – Sydney, Australia – Allphones Arena